# Callithrinca
Callithrinca é um gênero de mariposa pertencente à família Acrolepiidae.